# Heshābād
Heshābād (persiska: هِشی آباد, هش آباد, Heshīābād) är en ort i Iran.   Den ligger i provinsen Östazarbaijan, i den nordvästra delen av landet, 400 km nordväst om huvudstaden Teheran. Heshābād ligger 1 745 meter över havet och antalet invånare är 183.
Terrängen runt Heshābād är lite bergig, och sluttar söderut. Runt Heshābād är det ganska glesbefolkat, med 38 invånare per kvadratkilometer. Närmaste större samhälle är Kamanbān, 7,3 km söder om Heshābād. Trakten runt Heshābād består i huvudsak av gräsmarker.